# Nonesuch Records
Nonesuch Records è un'etichetta discografica di proprietà del Warner Music Group e distribuita da Elektra Records.

## Storia
È stata fondata nel 1964 da Jac Holzman con l'intento di "produrre dischi allo stesso prezzo dei libri tascabili", con un costo quindi della metà di un LP. Sin dall'inizio ha operato nell'ambito della Elektra Records, fondata anch'essa da Holzman nel 1950 e da cui era distribuita.
L'etichetta, per rimanere nei costi promessi, pubblicò per i primi tempi dischi costituiti da ristampe di edizioni europee di musica classica, soprattutto musica da camera e musica barocca.
Nel 1966 si mise nel campo della musica elettronica con il lavoro di Beaver & Krause The Nonesuch Guide to Electronic Music che rimase per 26 settimane nella classifica di Billboard e con l'album Silver Apples of the Moon di Morton Subotnik del 1967.
Nel 1970 Holzman vendette la Elektra e la Nonesuch alla Kinney National Company diventata in seguito Warner Communications e poi Warner Music.
La coordinatrice dal 1964 al 1979 Teresa Sterne a cui subentrò il figlio di Holzman, Keith, che non aveva esperienze nel settore. Nel 1984 divenne presidente Robert Hurwitz. Dal 1987 venne chiamata Elektra Nonesuch. Verso la fine degli anni 90 a seguito della ristrutturazione della Elektra passò sotto la Warner Music International, poi per un breve periodo entrò a far parte della Atlantic Records per poi ritornare nel 2004 sotto la Warner, come sussidiaria della Elektra.
Tra le serie pubblicate si segnalano le Nonesuch Explorer Series pubblicate tra il 1967 ed il 1984, raccolta di album provenienti da tutto il mondo.

## Artisti che hanno pubblicato con l'etichetta
- John Adams
- Afro-Cuban All Stars (World Circuit/Nonesuch)
- Edward Aldwell
- Arthur Alexander
- Amadou and Mariam
- Laurie Anderson
- Maurice André
- Louis Andriessen
- Angá
- Robert Ashley
- Sérgio and Odair Assad
- Dan Auerbach
- Abed Azrie
- Angelo Badalamenti
- George Balanchine
- Fontella Bass
- Isabel Bayrakdarian
- Leonard Bernstein
- Malcolm Bilson
- Iva Bittová
- Björk
- The Black Keys
- The Blind Boys of Alabama
- Afel Bocoum
- William Bolcom
- Jon Brion
- Buena Vista Social Club
- T Bone Burnett
- Ken Burns
- Anner Bylsma
- David Byrne
- Don Byron
- John Cage
- Elliott Carter
- Boozoo Chavis
- Guy Clark
- Shawn Colvin
- Paolo Conte
- Ry Cooder
- Bruno Coulais
- Christina Courtin
- George Crumb
- The Carolina Chocolate Drops
- Jan DeGaetani
- Georges Delerue
- Toumani Diabaté
- Hamza El Din
- Richard Ellsasser
- Ensemble Alcatraz
- Donald Erb
- Estrellas de Areito
- Michael Feinstein
- Ibrahim Ferrer
- Irving Fine
- Bill Frisell
- Manuel Galbán
- Kenny Garrett
- George Gershwin
- Ira Gershwin
- João Gilberto
- Jimmie Dale Gilmore
- Gipsy Kings
- Philip Glass
- Rubén González
- Richard Goode
- Ricky Ian Gordon
- Michael Gordon (compositore)
- Henryk Górecki
- The Gothic Archies
- Jonny Greenwood
- Adam Guettel
- Idjah Hadidjah
- John Harbison
- Emmylou Harris
- Julius Hemphill
- Fred Hersch
- Robin Holcomb
- Mieczysław Horszowski
- Wayne Horvitz
- Paul Jacobs
- Jonnie Johnson
- Gilbert Kalish
- Giya Kancheli
- Gaby Kerpel
- Leon Kirchner
- Glenn Kotche
- Viktor Krauss
- Gidon Kremer
- Ramnad Krishnan
- Kronos Quartet
- k.d. lang
- Ruth Laredo
- Last Forever
- Le Mystère des Voix Bulgares
- Lorraine Hunt Lieberson
- Cheikh Lô
- Orlando Cachaíto López
- Los Zafiros
- The Low Anthem
- Sergiu Luca
- The Magnetic Fields
- Clint Mansell
- Ingram Marshall
- Audra McDonald
- Bobby McFerrin
- Kate and Anna McGarrigle
- Brad Mehldau
- Natalie Merchant
- Stephin Merritt
- Pat Metheny Group
- Manuel Guajiro Mirabal
- Joni Mitchell
- Ivan Moravec
- Joan Morris
- Jelly Roll Morton
- Youssou N'Dour
- New York City Ballet Orchestra
- Randy Newman
- Thomas Newman
- Alex North
- Paul O'Dette
- Orchestre Baobab
- Fernando Otero
- Eddie Palmieri
- Andrzej Panufnik
- Carlos Paredes
- Mandy Patinkin
- George Perle
- Sam Phillips
- Ástor Piazzolla
- Pokrovsky Ensemble
- Omara Portuondo
- Punch Brothers
- Pura Paku Alaman
- Radio Tarifa
- Joshua Redman
- Steve Reich
- Joshua Rifkin
- Karl Ristenpart
- Leonard Rosenman
- Christopher Rouse
- Rustavi Choir
- Frederic Rzewski
- Sabri Brothers
- Nadja Salerno-Sonnenberg
- David Sanborn
- Oumou Sangaré
- Gustavo Santaolalla
- Compay Segundo
- SFJAZZ Collective
- Duncan Sheik
- Sierra Maestra
- Dmitry Sitkovetsky
- Stephen Sondheim
- Teresa Stich-Randall
- Teresa Sterne
- Teresa Stratas
- Morton Subotnick
- Sanford Sylvan
- Tōru Takemitsu
- The Tango Project
- Taraf de Haïdouks
- Bob Telson
- Chris Thile
- Virgil Thomson
- Allen Toussaint
- Ali Farka Touré
- Rokia Traoré
- Jeff Tweedy
- Dawn Upshaw
- Värttinä
- Laura Veirs
- Caetano Veloso
- Vladimir Viardo
- Sara Watkins
- Brian Wilson
- Wilco
- World Saxophone Quartet
- Charles Wuorinen
- Iannis Xenakis
- Bombino